# Hanns-Lilje-Preis
Der Hanns-Lilje-Preis der Akademie der Wissenschaften zu Göttingen wird seit 1988 alle zwei Jahre für Arbeiten bibelwissenschaftlicher oder kirchenhistorischer Thematik verliehen. Er ist nach dem Bischof Hanns Lilje benannt. Der Preisträger sollte das 40. Lebensjahr noch nicht vollendet haben. Bewertet werden auch noch unveröffentlichte, aber zur Veröffentlichung geeignete Arbeiten sowie Dissertationen und Habilitationen.
Die Preisausschreibung wird den Dekanen der deutschsprachigen Theologischen Fakultäten und Fachbereiche mitgeteilt.

## Preisträger
- 1988 Ute Mennecke-Haustein, Göttingen
- 1990 Martin Evang, St. Augustin, Bernhard Neuschäfer, Frankfurt
- 1992 Ulrich Hübner, Mainz, Christoph Uehlinger, Biblisches Institut der Universität Miséricorde, Freiburg (Schweiz)
- 1994 Traudel Himmighöfer, Haßloch, Christoph Markschies, Tübingen
- 1996 Volker Leppin, Heidelberg, Hermut Löhr, Universität Bonn
- 1998 Alf Christophersen, München, für seine Arbeit Friedrich Lücke (1791–1855). Neutestamentliche Hermeneutik und Exegese im Zusammenhang mit seinem Leben und Werk, Eva-Maria Seng, Halle, für ihre Arbeit Der evangelische Kirchenbau im 19. Jahrhundert.
- 2000 Martin Wallraff, Bonn, für seine Arbeit Christus Verus Sol,
- 2002 Heike Omerzu, Mainz, für ihre Arbeit Der Prozess des Paulus nach dem Bericht der Apostelgeschichte des Lukas, Katharina Greschat, Mainz, für ihre Arbeit Apelles und Hermogenes. Zwei theologische Lehrer des zweiten Jahrhunderts.
- 2004 Henrik Pfeiffer, Berlin, für seine Arbeit Jahwes Kommen von Süden, Hans-Ulrich Weidemann, Tübingen, für seine Arbeit Der Tod Jesu im Johannesevangelium.
- 2006 Martin Keßler, Universität Basel, für seine Arbeit Johann Gottfried Herder als Generalsuperintendent von Sachsen-Weimar.
- 2008 Charlotte Köckert, Heidelberg, für ihre Arbeit Christliche Kosmologie und antike Naturphilosophie. Eine Untersuchung zur Auslegung des Schöpfungsberichtes bei Origenes, Basilius von Caesarea und Gregor von Nyssa unter besonderer Berücksichtigung kaiserzeitlicher Timaeus-Interpretationen. Andreas Straßberger, Großbothen, für seine Arbeit Johann Christoph Gottsched und die ‚philosophische’ Predigt. Studien zur aufklärerischen Transformation der protestantischen Homiletik im Spannungsfeld von Theologie, Philosophie, Rhetorik und Politik.
- 2010 Benjamin Dahlke für seine Arbeit Die katholische Rezeption Karl Barths. Theologische Erneuerung im Vorfeld des Zweiten Vatikanischen Konzils, Gregor Emmenegger, für seine Arbeit Der Text des koptischen Psalters aus al-Mudil. Christopher Spehr für seine Arbeit Luther und das Konzil. Zur Entwicklung eines zentralen Themas in der Reformationszeit.
- 2012  Henning Theißen, Universität Greifswald, für  seine Arbeit Der Ursprung der Kirche und ihr weltweiter Beruf. Beiträge zu einer unierten Theorie der Kirche bei Schleiermacher und Ritschl.
- 2014 Sara Kipfer, Bern, für ihre Arbeit Der bedrohte David. Eine exegetische und rezeptionsgeschichtliche Studie zu 1. Samuel 16-1. Könige 2.
- 2016 Markus Lau, Freiburg (Schweiz), für seine Arbeit Der gekreuzigte Triumphator. Eine motivkritische Studie zum Markusevangelium. Sarah Schulz, Erlangen, für ihre Arbeit Die Anhänge zum Richter-Buch. Eine kompositionsgeschichtliche Untersuchung von RI 17-21.
- 2018 Kai-Ole Eberhardt, Hannover, für seine Arbeit Christoph Wittlich (1625–1687) – Reformierte Theologie unter dem Einfluss von René Descartes.
- 2020 Jan Heilmann, Dresden, für seine Arbeit Lesen in Antike und frühem Christentum. Kulturgeschichte, philologische sowie kognitionswissenschaftliche Perspektiven und deren Bedeutung für die neutestamentliche Exegese, Daniel Schumann, Oxford,  für seine Arbeit Gelübde im antiken Judentum und frühestem Christentum.
- 2022 Simon Bellmann für seine Dissertation Politische Theologie im frühen Judentum.
- 2024 Felix Hagemeyer für seine Dissertation Aschdod und Jerusalem: Eine archäologische und exegetische Untersuchung zu den Beziehungen von spätpalästinensischer Küstenebene und judäischem Bergland.